# Прихморье
Прихморье — деревня в Починковском районе Смоленской области России. Входит в состав Прудковского сельского поселения. Население — 48 жителей (2007 год). 
Расположена в центральной части области в 1 км к югу от Починка, в 3 км восточнее автодороги А141 Орёл — Витебск, на берегу реки Хмара. В 3 км севернее деревни расположена железнодорожная станция Починок на линии Смоленск — Рославль. 

## История
В годы Великой Отечественной войны деревня была оккупирована гитлеровскими войсками в июле 1941 года, освобождена в сентябре 1943 года.